# Brodnia (dopływ Rzymkowickiej Strugi)
Brodnia – struga na ziemi prudnickiej, w południowo-zachodniej Polsce, w województwie opolskim, powiatach nyskim, prudnickim i krapkowickim, gminach Korfantów, Biała i Strzeleczki. Dopływ Rzymkowickiej Strugi, długości 8,2 km.
Źródło strugi znajduje się na północny wschód od rezerwatu przyrody Blok, 5 na wschód od wsi Przechód. Przepływa przez Bory Niemodlińskie oraz w rejonie miejscowości Śródlesie, Smolarnia, Chrzelice. Na wschód od wsi Chrzelice, na południowy zachód od Dziedzic, uchodzi do Rzymkowickiej Strugi.
Nazwą strugi w języku niemieckim było Ungarischer Fuhrt Graben. Została utworzona od nazwy terenowej Ungarischer Fuhrt (pol. Węgierski Bród) oraz rzeczownika Graben (pol. rów).